# 1366 Piccolo
Piccolo (asteróide 1366) é um asteróide da cintura principal com um diâmetro de 27,55 quilómetros, a 2,4663558 UA. Possui uma excentricidade de 0,1417351 e um período orbital de 1 779,29 dias (4,87 anos).
Piccolo tem uma velocidade orbital média de 17,57015312 km/s e uma inclinação de 9,47º.
Esse asteróide foi descoberto em 29 de Novembro de 1932 por Eugène Delporte.